# Kamilla Senjo

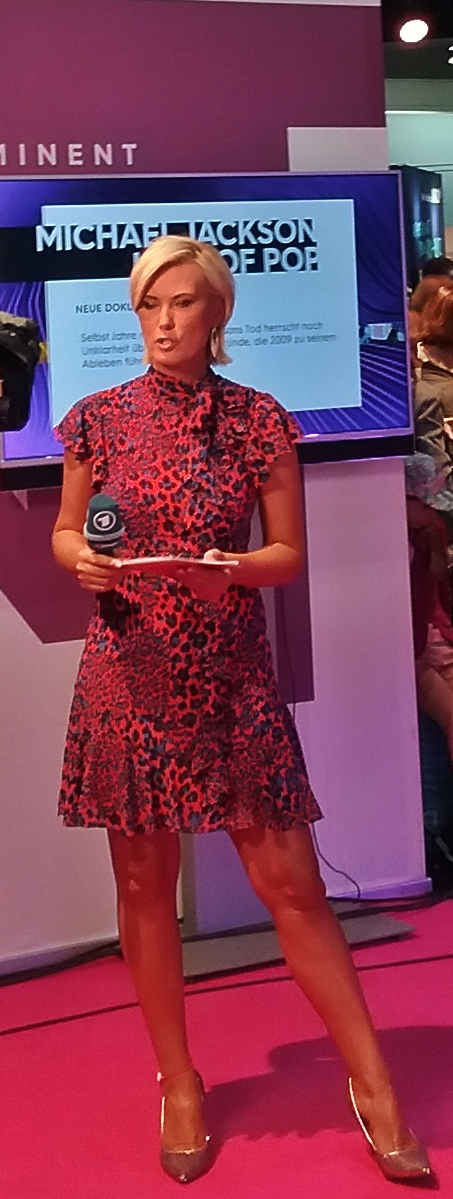
Kamilla Senjo auf der IFA 2019 in Berlin

Kamilla Senjo (* 1. November 1974 in Mukatschewo, Ukrainische SSR, Sowjetunion) ist eine deutsche Hörfunk- und Fernsehjournalistin sowie Fernsehmoderatorin. Deutschlandweite Bekanntheit erlangte sie mit der Moderation des ARD-Boulevardmagazins Brisant.

## Leben
Kamilla Senjo wurde 1974 im westukrainischen Mukatschewo geboren. Ihr Vater ist Ungar, ihre Mutter halb Ukrainerin, halb Deutsche. Mit fünf Jahren zog die Familie mit ihr in die DDR nach Leipzig. 
Nach dem Abitur studierte Senjo Germanistik und Journalismus an der Universität Leipzig. Während ihrer Studienzeit arbeitete sie für das Uni-Radio. Schließlich absolvierte sie ein Volontariat bei Radio Leipzig und arbeitete danach als Nachrichtensprecherin. 2003 wurde sie bei einem Casting als Nachrichtensprecherin für MDR aktuell ausgewählt. Aufgrund ihrer Sprachkenntnisse wurde sie zudem als Autorin von Auslandsreportagen für den MDR und für arte eingesetzt. Ab 2004 moderierte sie im MDR-Fernsehen das Osteuropa-Magazin Auf gute Nachbarschaft  und später das Auslandsmagazin windrose. Im Oktober 2010 wurde sie ins Moderatorenteam von Brisant aufgenommen, zunächst als Schwangerschaftsvertretung für Mareile Höppner, seit Januar 2013 moderiert sie das Magazin als eine von zwei Hauptmoderatorinnen. Seit April 2013 führt Senjo zusätzlich durch das MDR-Magazin Heute im Osten, seit Februar 2014 gehört sie zudem zum Moderatorenteam von MDR um 2.
In dem 2019 erschienenen Filmdrama Nur mit Dir zusammen, das Vanessa Mais Filmdebüt an der Seite von Axel Prahl darstellte, spielte sie eine Moderatorin, die eine aufstrebende junge Sängerin interviewt.
Kamilla Senjo lebt in Leipzig.